# Ems-Hunte-Weg
Ems-Hunte-Weg ist der Name eines regionalen Wanderwegs des Wiehengebirgsverbandes Weser-Ems. Der Weg ist 86 Kilometer lang und führt von Leer an der Ems nach Oldenburg an der Hunte.

## Streckenführung
Der Ems-Hunte-Weg beginnt in der ostfriesischen Stadt Leer am Bahnhof, führt durch die Niedriggebiete der Leda und Jümme Richtung Osten ins Ammerland. Hier führt der Weg auf die Geest durch uraltes Bauernland. Weiter geht die Strecke über Westerstede nach Bad Zwischenahn. Von hier bis zum Endpunkt in Oldenburg verläuft der Ems-Hunte-Weg parallel zum Jadeweg.
Die Strecke ist flach und in 3 bis 4 Tagesetappen gut zu bewältigen. Markiert ist der Weg mit einer weißen „Klappbrücke“ auf schwarzem Hintergrund.

## Sehenswürdigkeiten entlang des Ems-Hunte-Wegs
- Wasserschloss Evenburg in Leer
- Fähre Pünte in Wiltshausen
- Galerieholländer Hengstforder Mühle
- Zwischenahner Meer
- St.-Petri-Kirche in Westerstede